# Université Widener
L'université Widener (en anglais : Widener University, du nom de la famille Widener) est une université privée américaine située à Chester en Pennsylvanie.